# 浙东行政公署及教导大队旧址
29°53′06″N 121°04′37″E / 29.885039°N 121.076925°E
浙东行政公署及教导大队旧址，原名上新屋，是浙江省余姚市一处全国重点文物保护单位，位于梁弄镇横坎头村。1945年，浙东行政公署和浙东抗日军政干部学校曾在此办公。2006年，旧址与其他曾被浙东抗日根据地使用的建筑一道被列入第六批全国重点文物保护单位中的浙东抗日根据地旧址项目。